# Scopula phlearia
Scopula phlearia är en fjärilsart som beskrevs av Carl Reutti 1853. Scopula phlearia ingår i släktet Scopula och familjen mätare. Inga underarter finns listade.